# 血薦軒轅
《血薦軒轅》（英語：Blade Heart）是香港電視廣播有限公司製作的古裝武俠電視劇，於2004年3月8日至4月24日期間首播，共37集，由鄭少秋、汪明荃、林峯及楊思琦領銜主演，監製戚其義。主題曲《亂》（唱片版本：越恨越愛，填詞有不同）由鄭少秋主唱，插曲《問天》及《情人酒》，是由鄭少秋及汪明荃主唱。

## 演員表

### 皇宮與官府
| 演員 （配音員）   | 角色   | 關係 |
| 鄭少秋            | 宇文峰 | 原名凌峰 鎮撫司帶刀衛都統千戶 錦衣衛 張誠的屬下 唐家的入贅女婿，唐碧之前夫，因被司馬義追殺而失散 孟磊之父                                                                    |
| 陳鴻烈 （張炳強） | 張誠   | 錦衣衛都指揮使 秉筆太監 宇文峰的“救命恩人”和主公 張居正與馮保的政敵 因與外族韃靼私通並將此事嫁禍唐家，利用司馬信與司馬義使唐家慘遭滅門，最後因狂妄而被萬曆設計整肅淪為瘋癲。 |
| 潘雲鋒 （潘雲鋒） | 張鋒   | 張誠兒子。 |
| 盧海鵬            | 馮保   | 司禮監掌印太監兼提督東廠 張誠的政敵之一，與張居正結盟，曾藉故將張誠貶去南京 張居正逝世後旋即失勢。                                                                           |
| 李家鼎            | 徐爵   | 東廠番子領班 宇文峰的死對頭 馮保的下屬。 |
| 沈保平 （陳永信） | 張居正 | 當朝太傅 內閣首輔，與馮保結盟推行萬曆新政，張誠的政敵之一，病重時遭張誠謀害。                                                                                                |
| 王德順            | 戚繼光 | 明朝名將，左都督加太子太保，後位晉少保；張居正逝世後失勢回鄉，曾先後援救凌峰、司馬義。                                                                                       |
| 林泳東            | 萬曆帝 | 大明天子，看似昏庸實際深藏不露，先扶持張誠整肅馮保，然後再利用凌峰肅清張誠一黨。                                                                                             |
| 徐 榮             | 裘     | 錦衣衛 宇文峰的下屬。 |
| 何啟南            | 皇甫英 | 錦衣衛 宇文峰的下屬 實為張誠的親信，負責監視宇文峰 因玷污司馬娉婷而被芻狗殺死                                                                                                |

### 王家
| 演員 （配音員） | 角色  | 關係 |
| 江 漢           | 王 俠 | 前鎮江鏢局當家，病逝 唐碧之夫 王怡之父 王慶之兄 賀坤之姐夫 |
| 汪明荃          | 唐 碧 | 鎮江鏢局大當家 鑄劍坊(天刃坊)老闆 宇文峰前妻，因被司馬義追殺而失散 孟磊、王怡之母 王俠之妻 王慶的大嫂                                                                                             |
| 楊思琦          | 王 怡 | 王俠、唐碧之女 賀飛的表妹 與孟磊有男女之情，但實為其同母異父之妹 賀坤的外甥女 王慶的姪女 司馬逍遙、娉婷書院同學 被微服出巡的萬曆帝看中，被封為惠妃 最後被司馬娉婷所殺                             |
| 李泳豪          | 賀 飛 | 賀坤之子，鎮江鏢局鏢師 王怡的表哥 王俠、唐碧的外甥 司馬逍遙、娉婷書院同學 鍾情於王怡 父親賀坤暗算唐碧失敗後，被逐出鎮江鏢局                                                                       |
| 洋              | 賀 坤 | 賀鏢頭 賀飛之父 王俠前妻之弟 王怡的舅父 鎮江鏢局總標頭 曾協助唐碧悉破王慶奪權陰謀，但本身亦覬覦鎮江鏢局大當家之位 暗算唐碧失敗後，被逐出鎮江鏢局 協助司馬信綁架王怡，因反目被司馬信的手下毒殺身亡 |
| 郭德信          | 王 慶 | 王俠之弟 唐碧的叔仔 王怡的叔父 王俠死後覬覦鎮江鏢局大當家之位 因偷王俠遺書欲作當家被賀坤揭穿，而被逐出王家                                                                                        |

### 孟家
| 演員 （配音員） | 角色   | 關係 |
| 李麗麗          | 梁秀巧 | 孟大娘 孟磊之養母 被錦衣衛的箭手所殺 |
| 林 峯           | 孟 磊  | 原名唐駿 凌峰、唐碧之子 出生時因逢唐家滅門慘案，被唐碧送走，輾轉由梁秀巧撫養成人 與王怡有男女之情，實為其同母異父之兄 後改名曹雁，成為張誠的得力手下供他驅使 |

### 司馬家
| 演員 （配音員）   | 角色     | 關係 |
| 羅樂林            | 司馬信   | 司馬義之弟 京城第一鑄劍坊(鍊鋒號)兼承豐號老闆 司馬逍遙、娉婷之父 何氏之夫 因與賀坤綁架王怡而被抄家，後充軍塞外中毒身亡 殺害宇文峰、唐碧一家並嫁禍給司馬義的幫兇。 |
| 李振起 （盧國權） | 司馬義   | 司馬信之兄 天下第一劍客 司馬逍遙、娉婷的大伯父 何氏的大伯，死於芻狗劍下。                                                                                         |
| 程可為            | 何 氏    | 司馬信之妻 司馬義之弟媳 司馬逍遙、娉婷之母 |
| 吳家樂            | 司馬逍遙 | 司馬信之子 司馬義之侄 司馬娉婷之兄 賀飛、王怡書院同學 被司馬娉婷所殺                                                                                              |
| 楊 雪 （鄭麗麗）  | 司馬娉婷 | 司馬信之女 司馬義之侄女 司馬逍遙之妹 賀飛、王怡書院同學 獻上其父的首級以投靠張誠，被送給孟磊 殺害王怡、司馬逍遙的兇手                                             |
| 王書麒            | 芻 狗    | 司馬義伴讀書僮兼忠僕，戀上司馬娉婷，不惜殺害司馬義；最後在絕望之下殺死司馬娉婷後自盡。                                                                            |
| 陳狄克            | 鄭 威    | 司馬家管家 |

### 天刃坊與鎮江鏢局
| 演員 （配音員）   | 角色   | 關係                                                                      |
| 陳之輝 （招世亮） | 火 生  | 前唐家下人 天刃坊鑄劍師 與莫一笑、風鐵山、沈星河為好兄弟                  |
| 古明華            | 莫一笑 | 天刃坊鑄劍師 與火生、風鐵山、沈星河為好兄弟 因逃難途中被錦衣衛所殺        |
| 黃德斌            | 風鐵山 | 天刃坊鑄劍師 與火生、莫一笑、沈星河為好兄弟                               |
| 王偉樑            | 沈星河 | 天刃坊鑄劍師 與火生、莫一笑、風鐵山為好兄弟 風水佬 因逃難途中被錦衣衛所殺 |
| 李海生            | 卓 雲  | 鎮江鏢局鏢頭，被錦衣衛所殺                                                |
| 虞天偉            | 陸 青  | 鎮江鏢局鏢頭，被錦衣衛所殺                                                |
| 曾守明            | 薛 彬  | 鎮江鏢局鏢頭，被錦衣衛所殺                                                |
| 凌禮文            | 阮洪德 | 鎮江鏢局鏢頭，被錦衣衛所殺                                                |

### 其他演員
| 演員 （配音員）  | 角色     | 關係                                                  |
| 羅敏莊           | 秦 淮    | 秦神醫之女 王怡、凌峰、唐碧的朋友                     |
| 張 恆 （盧素娟） | 柳倩娘   | 歌姬，被送進宇文府服侍宇文峰 司馬義的朋友             |
| 傅楚卉           | 春 梅    | 柳倩娘的貼身丫鬟，被錦衣衛所殺                        |
| 關 菁            | 青虛道人 | 武當派掌門人，被司馬義殺死 宇文峰、司馬義的師傅       |
| 鄭 祖            | 端木旗   | 殺手山莊當家 刺殺萬曆帝的刺客                         |
| 子明             | 顧顯祖   | 平湖書院的老師 賀飛、王怡、司馬逍遙、娉婷的老師       |
| 何綺雲           | 駱宛君   | 平湖書院顧顯祖的學生 賀飛、王怡、司馬逍遙、娉婷的同學 |
| 何慕琪           | 潘彩蝶   | 平湖書院顧顯祖的學生 賀飛、王怡、司馬逍遙、娉婷的同學 |
| 蔡國慶           | 盲眼和尚 |                                                       |
| 曾健明           | 大夫     |                                                       |
| （陳曙光）       | 旁白     |                                                       |

## 收視
以下為本劇於香港無綫電視翡翠台之收視紀錄：
| 週次 | 集數  | 日期                  | 平均收視 | 最高收視 |
| 1    | 01-05 | 2004年3月8日-3月12日  | 27點     |          |
| 2    | 06-10 | 2004年3月15日-3月19日 | 27點     |          |
| 3    | 11-15 | 2004年3月21日-3月26日 | 26點     |          |
| 4    | 16-20 | 2004年3月29日-4月2日  | 26點     |          |
| 5    | 21-25 | 2004年4月5日-4月9日   | 24點     |          |
| 6    | 26-30 | 2004年4月12日-4月16日 | 28點     |          |
| 7    | 31-37 | 2004年4月19日-4月24日 | 29點     |          |

## 外部連結
- 無綫電視官方網頁 - 血薦軒轅
- 無綫電視官方網頁（TVBI） - 血薦軒轅 （页面存档备份，存于）

| 香港、 马来西亚 千禧经典台 星期一至五 06:00-07:00（香港时间） · 06:04-07:04（马来西亚时间） | 香港、 马来西亚 千禧经典台 星期一至五 06:00-07:00（香港时间） · 06:04-07:04（马来西亚时间） | 香港、 马来西亚 千禧经典台 星期一至五 06:00-07:00（香港时间） · 06:04-07:04（马来西亚时间） |
| ------------------------------------------------------------------------------------------- | ------------------------------------------------------------------------------------------- | ------------------------------------------------------------------------------------------- |
|                                                                                             | 血薦軒轅 （2023年5月15日 - 2023年7月4日）                                                   |                                                                                             |
| 蕭十一郎 （2023年4月17日 - 2023年5月12日）                                                  | 鐵血保鏢 （2023年7月5日 - 2023年8月8日）                                                    |                                                                                             |